# Julius Wess

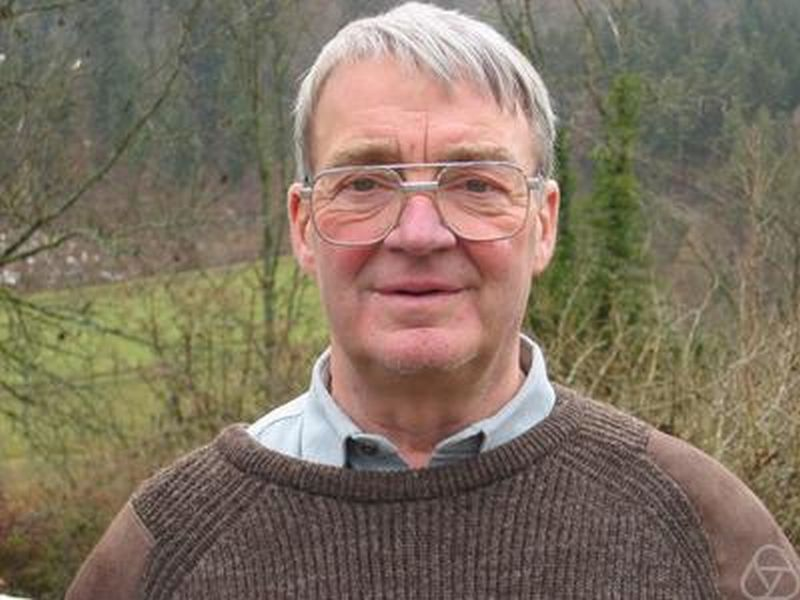
Julius Wess (2006)

Julius Wess (* 5. Dezember 1934 in Oberwölz in der Steiermark; † 8. August 2007 in Hamburg) war ein österreichischer Physiker.

## Leben
Wess wurde 1957 an der Universität Wien als Schüler von Hans Thirring in theoretischer Physik mit der Schrift Compton-Streuung an vektoriellen Teilchen mit anomalem magnetischem Moment promoviert. Als Post-Doktorand war er am CERN, an der New York University und an der University of Washington in Seattle und habilitierte sich 1965 in Wien. 1966 wurde er Associate Professor am Courant Institute of Mathematical Sciences of New York University. Er wurde 1968 als ordentlicher Professor und Direktor des Instituts für Theoretische Physik an die Universität Karlsruhe berufen. Nach mehreren abgelehnten weiteren Rufen wechselte er schließlich 1990 an die Ludwig-Maximilians-Universität München und wurde zudem zum Direktor am Max-Planck-Institut für Physik in München ernannt.
Er war unter anderem Gastprofessor am Institute for Advanced Study (Einstein Professor 1980), an der Universität Wien (Schrödinger Professor 1985) und der University of California, Berkeley (Miller Professor 1986).
Wess leitete 1993 bis 1996 den wissenschaftlichen Rat des Deutschen Elektronen-Synchrotrons (DESY) in Hamburg. Er beteiligte sich auch intensiv am Aufbau neuer wissenschaftlicher Strukturen in der Physik in den Neuen Bundesländern nach der Wende und im ehemaligen Jugoslawien.
Nach seiner Emeritierung 2002 war er zuletzt Gast am DESY, wo er sich auch der Lehre, insbesondere zur Supersymmetrie und Supergravitation, an der Universität Hamburg widmete. Wess wurde auf dem Friedhof Ohlsdorf in Hamburg beigesetzt.

## Leistungen
Wess erwarb sich auf dem Gebiet der Mathematischen Physik, insbesondere Elementarteilchenphysik, Supersymmetrie und Supergravitation, weltweite Anerkennung unter Kollegen. In den 1960er Jahren war er einer der ersten, die die (um dieselbe Zeit für das Quark-Konzept von Murray Gell-Mann und anderen verwendete) Gruppe SU (3) in der Elementarteilchenphysik anwandten. Außerdem untersuchte er zweidimensionale Quantenfeldtheorien und konforme Symmetrie und mit Bruno Zumino ab 1967 nichtlineare Darstellungen der chiralen Symmetrie (Wess-Zumino-Term, chirale Anomalie).
Er entdeckte 1973 zusammen mit Bruno Zumino an der Universität Karlsruhe die erste Quantenfeldtheorie mit Supersymmetrie in vier Raumzeit-Koordinaten, was später als Wess-Zumino-Modell nach ihm benannt wurde und durchaus als „Erfindung“ der Supersymmetrie gesehen werden kann. Unabhängig davon wurde die Supersymmetrie auch etwas vorher von russischen Wissenschaftlern „entdeckt“, was aber im Westen keine Beachtung fand, und außerdem von einigen frühen Stringtheoretikern.
Später befasste er sich mit nichtkommutativen Räumen (u. a. mit Quantengruppen-Symmetrien) als Basis von Quantenfeldtheorien.

## Schriften
- mit Jonathan Bagger: Supersymmetry and Supergravity. Princeton Series in Physics, 1983, Revised Edition, 1992, ISBN 0-691-02530-4.
- mit Bruno Zumino: Supergauge transformations in four dimensions. In: Nuclear Physics B, Band 70, 1974, S. 39–50.
- Theoretische Mechanik, unter wissenschaftlicher Mitarbeit von Jan Heisig, Berlin, Heidelberg: Springer-Verlag 2009 (2. Auflage), ISBN 978-3-540-88574-0.

## Auszeichnungen
- 1986: Leibnizpreis der DFG
- 1987: Max-Planck-Medaille der DPG
- 1988: Dannie-Heineman-Preis für mathematische Physik (gemeinsam mit Bruno Zumino)
- 1990: Ehrendoktor der Universität Wien
- 1992: Wigner-Medaille (gemeinsam mit Bruno Zumino)
- 1992: Max-Planck-Forschungspreis (gemeinsam mit Bruno Zumino)
- 2005: Ehrendoktorwürde der Humboldt-Universität zu Berlin

## Mitgliedschaften
- Korrespondierendes Mitglied der Österreichischen Akademie der Wissenschaften
- Mitglied der Deutschen Akademie der Naturforscher Leopoldina
- Mitglied der Bayerischen Akademie der Wissenschaften
- 2005: Ehrenmitglied der Österreichischen Physikalischen Gesellschaft

## Julius Wess-Preis
Das Karlsruher Institut für Technologie verleiht zu Ehren von Wess seit 2008 den Julius Wess-Preis. Preisträger sind:
- 2008: Frank Wilczek
- 2009: John Ellis
- 2010: Waleri Anatoljewitsch Rubakow
- 2011: Guido Altarelli
- 2012: Peter Jenni und Michel Della Negra
- 2013: Takaaki Kajita
- 2014: Arkady Vainshtein
- 2015: Lisa Randall
- 2016: Robert Klanner
- 2017: Francis Halzen
- 2018: Sally Dawson
- 2019 und 2020: nicht vergeben
- 2021: Mark Wise
- 2022: Elena Aprile
- 2023: Belén Gavela
- 2024: Glennys Farrar